# Mörk turturduva
Mörk turturduva (Streptopelia lugens) är en huvudsakligen afrikansk fågel i familjen duvor inom ordningen duvfåglar. Den förekommer i bergsskogar i östra Afrika och på sydvästra Arabiska halvön. Beståndet anses vara livskraftigt.

## Utseende och läte
Mörk turturduva är en 30 centimeter lång duva, något större än turturduvan. Den gör skäl för sitt namn genom att vara mycket mörkt grå, något ljusare i ansiktet, med distinkta svarta fläckar på halssidorna. Vissa vingtäckare och tertialer har också breda rödbruna kanter. I flykten ter den sig mörk med mattgrå hörn på stjärten. Lätet är ett mycket djupt gurglande oo-oo orrrr-orrrr där alla toner är fallande.

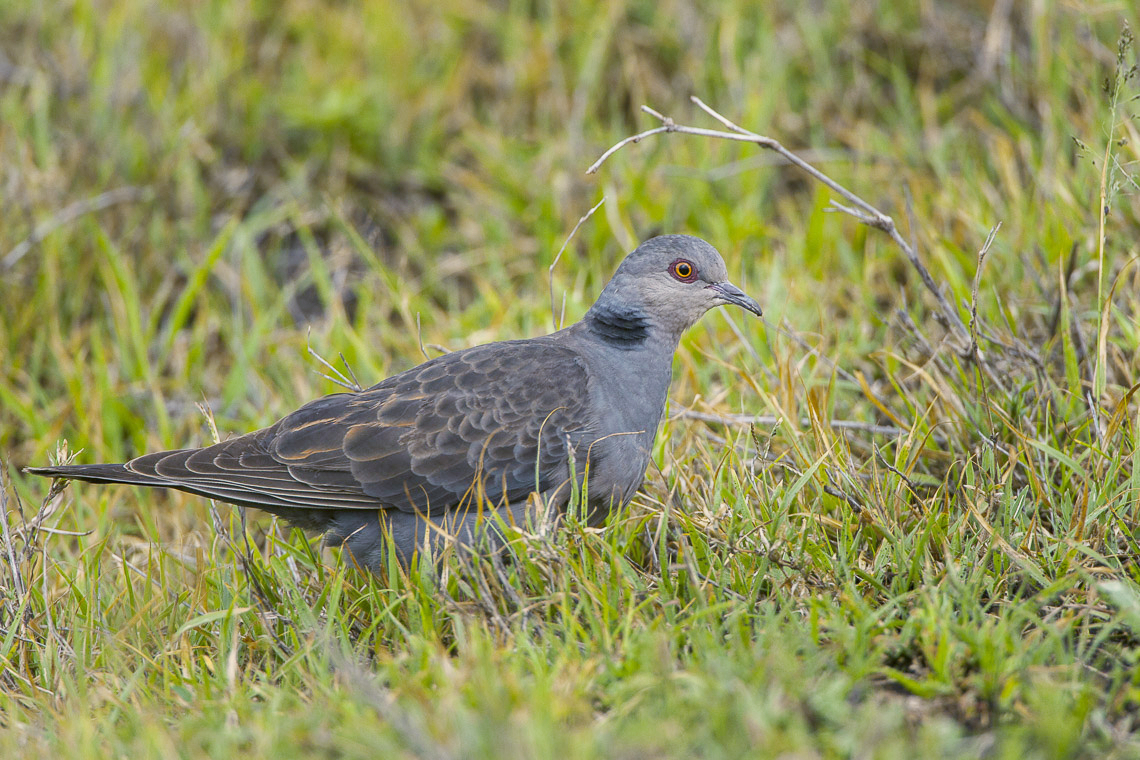
Mörk turturduva i Tanzania.

## Utbredning och systematik
Fågeln förekommer i bergsskogar i östra Afrika och på sydvästra Arabiska halvön (sydvästra Saudiarabien och västra Jemen). Den behandlas som monotypisk, det vill säga att den inte delas in i några underarter.

## Levnadssätt
Mörk turturduva förekommer huvudsakligen i bergsskogar på 1800–3200 meters höjd, men även i trädgårdar och jordbrukslandskap Den födosöker på marken och livnär sig av ogräsfrön, säd, solrosfrön, Salvadora-bär, smårötter, insekter och mollusker. I Etiopien häckar den mestadels under torrsäsongen, men har noterats häcka alla månader utom juli till augusti. Fågeln vandrar vida kring, ibland till lägre nivåer.

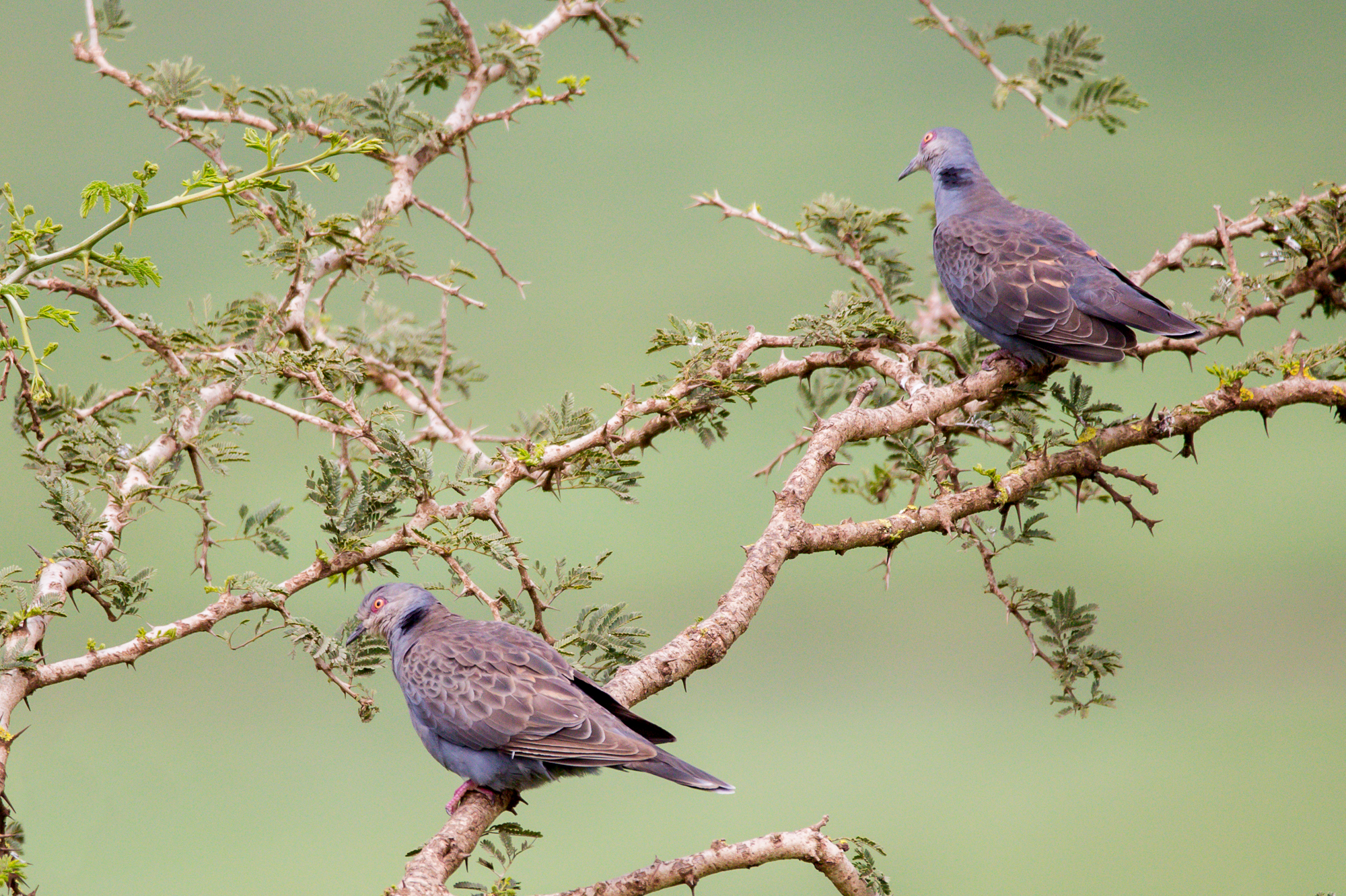

## Status och hot
Arten har ett stort utbredningsområde, men tros minska i antal, dock inte tillräckligt kraftigt för att den ska betraktas som hotad. Internationella naturvårdsunionen IUCN listar arten som livskraftig (LC).  Världspopulationen har inte uppskattats men den beskrivs som vanlig till mycket vanlig genom hela etiopiska högländerna liksom i Östafrika, dock ovanlig i Malawi.